# Ringin Rejo
Ringin Rejo is een bestuurslaag in het regentschap Blitar van de provincie Oost-Java, Indonesië. Ringin Rejo telt 4956 inwoners (volkstelling 2010).